# أخلاق تطبيقية

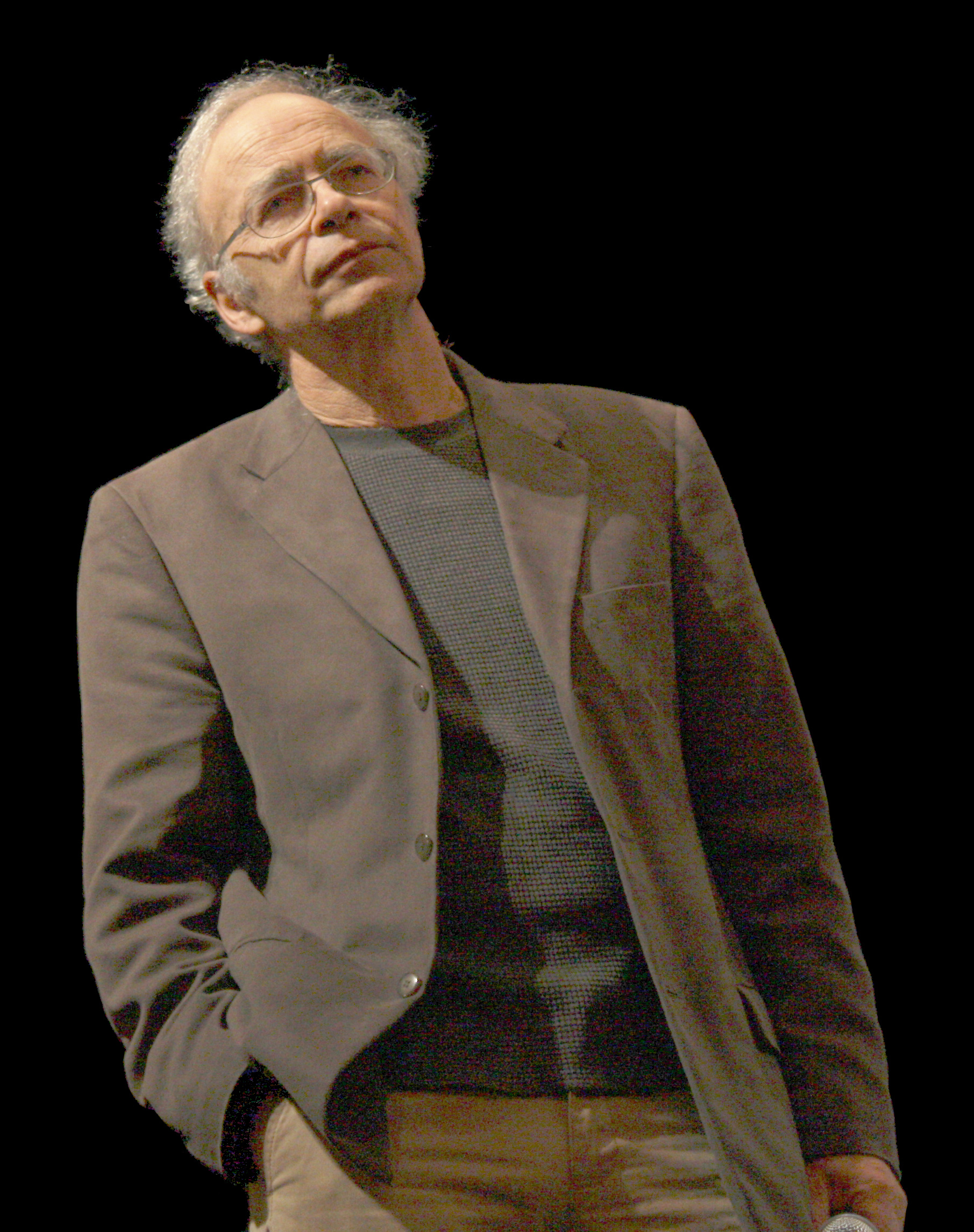

الأخلاق التطبيقية (بالإنجليزية: Applied ethics) تشير إلى التطبيق العملي للاعتبارات الأخلاقية. وهي أخلاقيات تتعلق بالإجراءات الواقعية، والاعتبارات الأخلاقية في مجالات الحياة الخاصة والعامة، والمهن، والصحة، والتكنولوجيا، والقانون، والقيادة.
على سبيل المثال، يهتم مجتمع أخلاقيات علم الأحياء، بتحديد النهج الصحيح للقضايا الأخلاقية في علوم الحياة، مثل القتل الرحيم، وتخصيص الموارد الصحية النادرة، أو استخدام الأجنة البشرية في الأبحاث.
تهتم أخلاقيات البيئة، بالقضايا البيئية مثل مسؤولية الحكومة والشركات عن تنظيف التلوث.
تتضمن أخلاقيات الأعمال، أسئلة تتعلق بواجبات أو مسئوليات «المخبرين للمبلغين» تجاه عامة الناس، أو ولائهم لأصحاب عملهم. وسعت الأخلاقيات التطبيقية، مجال دراسة الأخلاقيات إلى نطاق أوسع من مجالات الخطاب الفلسفي الأكاديمي.
ظهر مجال الأخلاقيات التطبيقية، من الجدل الدائر حول التطورات الطبية، والتكنولوجية السريعة في أوائل سبعينيات القرن الماضي، وقد تم تأسيسه الآن كنظام فرعي للفلسفة الأخلاقية. ومع ذلك، فإن الأخلاقيات التطبيقية، بطبيعتها، موضوع متعدد المهن، لأنه يتطلب فهما متخصصًا للقضايا الأخلاقية المحتملة، في مجالات، مثل الطب أو الأعمال أو تكنولوجيا المعلومات. في الوقت الحاضر، توجد قواعد سلوك أخلاقية، في كل مهنة تقريبا. يمكن أن يتخذ نهج الأخلاقيات التطبيقية لفحص المعضلات الأخلاقية أشكالًا مختلفة، ولكن إحدى الطرق الأكثر تأثيرًا، والأكثر شيوعًا في أخلاقيات البيولوجيا، والرعاية الصحية، وهي النهج ذي الأربعة محاور، الذي طوره توم بوشامب، وجيمس تشايلدريس. يستلزم النهج ذو الأربعة محاور، والذي يُطلق عليه عمومًا مبدأ المذهب النسبي، النظر في أربعة مبادئ أخلاقية ظاهرة الوجاهة وتطبيقها: الحكم الذاتي، وعدم الخبث، والإحسان، والعدالة.